# Beverly Hills, 90210 (seria 3)
Trzecia seria amerykańskiego serialu telewizyjnego dla młodzieży; jednego z największych telewizyjnych hitów dla nastolatków, który zyskał miano kultowego i niepowtarzalnego w swojej klasie. Producentem serialu był Aaron Spelling.
Serial przedstawiał szkolne, a następnie uniwersyteckie i domowe perypetie bliźniąt Brendy i Brandona Walshów, którzy pewnego dnia musieli opuścić rodzinną Minnesotę i przeprowadzić się do Kalifornii, gdzie w Beverly Hills ojciec otrzymał nową pracę.

## Opis
Latem, przed ostatnim rokiem nauki w liceum, Brenda i Dylan ponownie zakochują się w sobie. Niestety nie akceptują tego rodzice dziewczyny, więc wysyłają ją do Paryża wraz z Donną. Tam poznała pewnego francuskiego modela, któremu coraz bardziej ulegała. W tym czasie na drugim końcu świata Dylan i Kelly przeżywali wakacyjną miłość.

## Obsada

### Główna
- Jason Priestley jako Brandon Walsh (30 odcinków)
- Shannen Doherty jako Brenda Walsh (30 odcinków)
- Jennie Garth jako Kelly Taylor (30 odcinków)
- Ian Ziering jako Steve Sanders (30 odcinków)
- Gabrielle Carteris jako Andrea Zuckerman (30 odcinków)
- Luke Perry jako Dylan McKay (30 odcinków)
- Brian Austin Green jako David Silver (30 odcinków)
- Tori Spelling jako Donna Martin (30 odcinków)
- Carol Potter jako Cindy Walsh (28 odcinków)
- James Eckhouse jako Jim Walsh (28 odcinków)

### Drugoplanowa
- Joe E. Tata jako Nat Bussichio
- Ann Gillespie jako Jackie Taylor
- Dana Barron jako Nikki Witt

### Gościnnie wystąpili
- Peter Krause jako Jay Thurman
- David Arquette jako Dennis 'Diesel' Stone
- Dean Cain jako Rick

## Lista odcinków
| № | #  | Tytuł                                         | Reżyseria          | Scenariusz           | Premiera             | Premiera w Polsce (TVP2) |
| --- | -- | --------------------------------------------- | ------------------ | -------------------- | -------------------- | ------------------------ |
| 51 | 1  | Misery Loves Company                          | Jeffrey Melman     | Jessica Klein        | 15 lipca 1992        | 10 listopada 1996        |
| Jim i Cindy w końcu stają się członkami klubu i zajmują domek 33. Steve zostaje wylany z Peach Pit po, tym jak zostaje zatrzymany w szkole. Brenda zaczyna wymykać się do Dylana, ale zostaje przyłapana, co doprowadza jej rodziców do furii; W końcu decyduje się opuścić dom i przeprowadzić do Dylana...Kelly i Donna omawiają swój wyjazd do Paryża; Rodzice Donny odwołują swój rozwód, a David przyłapuje ich jak się kochają; Jackie Taylor idzie do szpitala rodzić. |    |                                               |                    |                      |                      |                          |
| 52 | 2  | The Twins, the Trustee, and the Very Big Trip | David Carson       | Charles Rosin        | 22 lipca 1992        | 17 listopada 1996        |
| Andrea kontynuuje znajomość z Jayem i nadal pracuje w Klubie Plażowym; Kelly decyduje się nie jechać do Paryża, żeby zajmować się Erin...Jim szantażuje Dylana, żeby przekonał Brendę, aby pojechała do Paryża; Donna chce, żeby David z nią pojechał, ale on ma zajęcia letnie w szkole, gdyż chce wcześniej zdawać maturę; Brandon i Steve umawiają się z bliźniaczkami, Claire i Rory, ale Steve’owi się one mylą. Brenda widzi Kelly i Dylana razem, kiedy ona i Donna odlatują do Paryża... |    |                                               |                    |                      |                      |                          |
| 53 | 3  | Too Little, Too Late/Paris 75001              | Daniel Attias      | Karen Rosin          | 29 lipca 1992        | 24 listopada 1996        |
| Brenda i Donna są w Paryżu, gdzie spotykają Maggie, Lynette, Anne i Marie – obie mają problem ze zrozumieniem menu i kończą jedząc krowie móżdżki, odwiedzają także Dom Balzaca; David myśli o Donnie komponując swoją muzykę; Steve zachęca Brandona, żeby pierwszy zrobił ruch z Andreą...jego zazdrość o Jaya powoduje, że zaczyna ją całować – ale ona ciągle kocha Jaya, przez co nie może uczestniczyć w zjeździe republikanów; Andrea poznaje głuchego chłopca Camerona Shawa; Dylan pisze list do swojego ojca do więzienia. Kelly rozstaje się z Jakiem. I zbliża się do Dylana... |    |                                               |                    |                      |                      |                          |
| 54 | 4  | Sex, Lies and Volleyball/Photo Fini           | Jeffrey Melman     | Kenneth Biller       | 5 sierpnia 1992      | 1 grudnia 1996           |
| Brooke Alexander z Paols Verdes woli się umówić się z Brandonem niż ze Steve’em. Steve i Brooke wygrywają z Dylanem i Kelly w siatkówkę plażową i zdobywają później pierwsze miejsce. Kelly i Dylan spędzają noc w domku w Klubie po randce w kinie. David poznaje Nikki Witt z San Francisco – całują się, ale Kelly przyłapuje ich i przypomina Davidowi o Donnie. Donna dostaje propozycję zostania modelką na 3 lata w Paryżu, ale odmawia po tym jak Pierre jeden z pracowników dobiera się do niej; Brenda zaczyna palić; Andrea nadal pracuje z dziećmi w Klubie. |    |                                               |                    |                      |                      |                          |
| 55 | 5  | Shooting Star/American in Paris               | Daniel Attias      | Jessica Klein        | 12 sierpnia 1992     | 8 grudnia 1996           |
| Kelly i Dylan idą na skoki z deską, całują się i spędzają ze sobą noc w Paradise Cove, ryzykując swoją przyjaźń z Brendą; Brenda poznaje Ricka młodego studenta z Ameryki w Paryżu i udaje Francuzkę, żeby zrobić na nim wrażenie; Steve chce być menedżerem Davida za 10% z dochodów, po wysłuchaniu jego muzyki; Brandon chce pomóc Jackowi Cannerowi, bezdomnemu weteranowi z Wojny w Zatoce, ale mu się nie udaje; Andrea martwi się o Camerona, kiedy ten znika. |    |                                               |                    |                      |                      |                          |
| 56 | 6  | Castles in the Sand                           | Paul Lazarus       | Ann Donahue          | 19 sierpnia 1992     | 15 grudnia 1996          |
| Kiedy Brandon odbiera Brendę i Donnę z lotniska, w domu Walshów szykowane jest przyjęcie. Na nim Brenda zauważa, że coś się zmieniło jeśli chodzi o Dylana; Grupa Andrei wygrywa w budowaniu zamków z piasku, swoją wersją Batmobilu; Rasistowskie komentarze Brooke prowadzą do zerwania z Brandonem; Brenda wspomina Dylanowi o jej znajomości z Rickiem w Paryżu; Po tym jak Kelly dowiaduje się, że Brenda pali, ona i Dylan dochodzą do wniosku, że powinni zakończyć swój związek. |    |                                               |                    |                      |                      |                          |
| 57 | 7  | Song of Myself                                | Jeffrey Melman     | Kenneth Biller       | 9 września 1992      | 22 grudnia 1996          |
| Rozpoczyna się ostatni rok szkolny dla paczki z Beverly Hills. David z niepokojem odkrywa, że 'młodszą' koleżanką Donny jest Nikki z którą połączył go mały flirt. Brendzie zostaje przydzielona siostra Scotta, Sue Scanlon, która przeżywa problemy w związku z nieumyślnym samobójstwem swojego brata. Steve’owi trafia się wyśmiewany przez innych intelektualista Herbert. Andrea nie jest zadowolona z nowego nauczyciela literatury i doradcy gazety Gila Meyersa po tym, jak oferuje on Brandonowi stanowisko redaktora naczelnego magazynu. Kelly jest zazdrosna o związek Brendy i Dylana, tym samym decyduje się zmienić rozkład zajęć szkolnych aby jak najmniej czasu spędzać w ich towarzystwie. |    |                                               |                    |                      |                      |                          |
| 58 | 8  | The Back Story                                | Bradley M. Gross   | Karen Rosin          | 16 września 1992     | 29 grudnia 1996          |
| Brenda udziela reporterce Beth Nielsen wywiadu o życiu w Beverly Hills. Zostaje jednak oszukana i w rzeczywistości powstaje zmontowany film ośmieszający jej przyjaciół. Na jaw wychodzi również nałóg dziewczyny. Podczas gdy Walshowie szykują się do wyjścia na kolację z jej kieszeni wypada paczka papierosów. Absolwent B.J. Harrison przekazuje Stevovi jako dziedzicowi uniwersalny klucz, który otwiera wszystkie zamki w szkole. Aby być bliżej Brandona, Nikki przyłącza się do redakcji gazety co budzi zaskoczenie w chłopaku. Dylan zamiast pojawić się na teście postanawia odwiedzić ojca w więzieniu. |    |                                               |                    |                      |                      |                          |
| 59 | 9  | Highwire                                      | Bethany Rooney     | Star Frohman         | 1 października 1992  | 5 stycznia 1997          |
| David niechcący przyłapuje Kelly pod prysznicem i nie może zapomnieć o tym, że widział ją nago. W szkole każdy z uczniów spotyka się z doradcą w sprawie wyboru przyszłej uczelni. Dla Kelly i Dylana nie jest to priorytetowa sprawa. Andree, która chciałaby dostać się na Yale dręczą koszmary, że nie jest dość dobra aby tam studiować. Donna ze względu na niepełnosprawność intelektualną nie jest pewna czy nadaje się do jakiejkolwiek uczelni. Nadzieję daje jej nauczycielka plastyki. Steve zgodnie z tradycją rodzinną postanawia wybrać Uniwersytet Kalifornijski. Ze względu na kiepskie oceny próbuje je poprawić włamując się do szkoły. Jim i Cindy ogłaszają Brendzie i Brandonowi, że ze względu na kłopoty finansowe tylko jedno z nich może wyjechać na studia.                                         |    |                                               |                    |                      |                      |                          |
| 60 | 10 | Home and Away                                 | Jack Bender        | Chip Johannessen     | 7 października 1992  | 12 stycznia 1997         |
| Po tym jak mecz futbolowy został odwołany z powodu przemocy związanej z gangami w przeciwnej szkole, Brandon z Jordanem Bonnerem spotykają się z 'prezydentem klasy' ze szkoły South Central i decydują się zaprosić niektórych uczniów z tejże szkoły na imprezę organizowaną przez West Beverly High School, której inicjatorką jest Brenda, a sponsorem Gil Meyers. Kelly z niecierpliwością wyczekuje spotkania z długo nieobecnym ojcem. Szybko popada w przygnębienie gdy okazuje się, że Bill Taylor odwołuje swój przylot. David zostaje DJ-em na szkolnym balu i zyskuje nową fankę Sue, która wzbudza zazdrość u Donny. |    |                                               |                    |                      |                      |                          |
| 61 | 11 | A Presumption of Innocence                    | Bethany Rooney     | Karen Rosin          | 21 października 1992 | 19 stycznia 1997         |
| Dylan obchodzi swoje osiemnaste urodziny w Peach Pit. Podczas imprezy daje się zauważyć pogorszony stan zdrowotny chłopaka. Winowajcą są zanieczyszczone wody oceanu, w których chłopak surfował. Sue chcąc poprawić oceny próbuje uwieść nauczyciela literatury Gila. Gdy ten jej odmawia, dziewczyna rozsiewa plotki o rzekomym molestowaniu seksualnym co prowadzi do jego zawieszenia. Okazuje się, że sprawcą jej zachowania był w młodości wuj Henry. Brandon z tego powodu, że nie umie tańczyć, niechętnie zgadza się wyjść z przyjaciółmi do klubu. Widząc jak jego dziewczyna Nikki dobrze się bawi pozwala jej podszlifować go w tańcu. |    |                                               |                    |                      |                      |                          |
| 62 | 12 | Destiny Rides Again                           | Christopher Hibler | Jessica Klein        | 4 listopada 1992     | 26 stycznia 1997         |
| Podczas wypadu do wypożyczalni kaset video Brenda spotyka Ricka poznanego w Paryżu. Początkowo dalej odgrywa przed nim rolę Francuzki. Jednak gdy ten oferuje jej wyjście do Peach Pit, dziewczyna nie wytrzymuje i przyznaje się, że kłamała. W konsekwencji prowadzi to do zerwania z Dylanem, który próbuje wrócić do Kelly. Steve przy pomocy Herberta włamuje się do szkolnego systemu komputerowego aby poprawić swoje oceny, lecz nie wszystko idzie po jego myśli. Andrea zostaje potrącona przez samochód, co kończy się jej rehabilitacją w szpitalu. Aby nie zmarnować swoich biletów Nikki zaprasza Brandona, Donnę i Davida na debatę Rose O’Donnell dotyczącą bezpiecznego seksu. David nalega aby Donna w końcu przełamała się w tej kwestii. Ta dręczona różnymi myślami, udaje się po poradę do ojca Chrisa. |    |                                               |                    |                      |                      |                          |
| 63 | 13 | Rebel with a Cause                            | Daniel Attias      | Star Frohman         | 11 listopada 1992    | 2 lutego 1997            |
| Na jaw wychodzi sprawa włamania dokonanego w szkolnym systemie komputerowym. Andrea, która wróciła do szkoły na wózku inwalidzkim angażuje się w dochodzenie. Steve jest zaniepokojony całą sprawą, kiedy woźny Hutchins szantażuje go, twierdząc, że w zamian za pieniądze nie piśnie pary z ust na temat jego włamania. Brenda zaczyna randkować z Rickiem. Wpada w panikę kiedy widzi Dylana i Kelly wychodzących z tej samej restauracji co ona. Dodatkowo na Dylana spada problem z zaakceptowaniem jego testu przez komisję szkolną, która zarzuca mu oszustwo. Cała sprawa sprawia, że chłopak myśli o wyjechaniu z miasta, żeby sobie wszystko poukładać. Dotąd nudne życie Jima w pracy nabiera kolorów za sprawą nowej sekretarki Dottie, co nie uchodzi uwadze jego żonie Cindy.                                   |    |                                               |                    |                      |                      |                          |
| 64 | 14 | Wild Horses                                   | Bobby Roth         | Kenneth Biller       | 18 listopada 1992    | 9 lutego 1997            |
| Podczas wyjazdu z miasta Dylan poznaje bogatą i starszą od siebie Anne Berrisford. Ze względu na zepsuty samochód decyduje się zatrzymać na jej ranczu w Północnej Kalifornii. Po tym jak David wraz z zespołem Commotions grają fatalny koncert, chłopak postanawia zwolnić Steve’a z funkcji menedżera. Rehabilitując się Steve załatwia mu przesłuchanie u innych znanych osobistości w branży muzycznej jak i przyznaje się do włamania co w rezultacie prowadzi do wyrzucenia go ze szkoły. Nikki spotyka na koncercie swojego byłego chłopaka, Dennisa 'Diesela' Stone’a z kapeli rockowej, co wywołuje spięcia pomiędzy nią a Brandonem. Donna bezskutecznie próbuje naprawić stosunki między Brendą a Kelly. W końcu dziewczyny dochodzą po rozum do głowy i godzą się.                                               |    |                                               |                    |                      |                      |                          |
| 65 | 15 | The Kindness of Strangers                     | Richard Lang       | Jessica Klein        | 25 listopada 1992    | 16 lutego 1997           |
| Jest święto Dziękczynienia; Andrea chodzi już o kulach; David i Donna planują wyjazd na narty, ale drogi są zasypane, więc idą do Casa Walsh; Brandon znowu pomaga Jackowi Cannerowi, który zdenerwował Jima tym, że walczył za kraj...później pomaga zreperować cieknący dach i wszystko idzie w zapomnienie. Ojciec Dylana jest zwolniony z więzienia na 48 godzin, które spędza ze swoją dziewczyną Christine; Steve mówi matce o wydaleniu ze szkoły podczas zdjęć – ona strasznie się denerwuje, ale pomaga synowi w powrocie do szkoły, jeżeli będzie zostawał w szkole po lekcjach; Steve kocha się z Alyssą Gardner, asystentką producenta podczas zdjęć; Mel i Jackie są w Palm Springs, więc Kelly idzie na święto do Walshów, gdzie są Brenda, Brandon, Jack, Donna, David i Andrea.                               |    |                                               |                    |                      |                      |                          |
| 66 | 16 | It's a Totally Happening Life                 | Richard Lang       | Charles Rosin        | 16 grudnia 1992      | 23 lutego 1997           |
| Andrea przestaje chodzić o kulach i dostaje potwierdzenie przyjęcia na Yale, ale Jay zrywa z nią listownie; Cindy wchodzi do pokoju, kiedy Brandon i Nikki są w łóżku; On zrywa z Brandonem z powodu powrotu do San Francisco; Andrea i Brandon całują się, co prowadzi do kłótni o stare miłości; Dwa anioły ratują paczkę przed wypadkiem z autobusem przy szkole na Alvarado, gdzie Donna organizuje rozdawanie prezentów dzieciom...Steve dostaje zgodę na wzięcie udziału w imprezie; David decyduje się na zdawanie wcześniej matury po tym jak jego matka przeprowadza się do Portland; Dylan musi wybrać między zakochanymi w nim Brendą i Kelly przed Nowym rokiem; Gil przegrywa zakład i goli brodę. |    |                                               |                    |                      |                      |                          |
| 67 | 17 | The Game Is Chicken                           | Jack Bender        | Darren Star          | 6 stycznia 1993      | 2 marca 1997             |
| Andrea znowu jest w pełni sił i poddaje się hipnozie, żeby dowiedzieć się kto spowodował wypadek. Determinacja Davida, żeby zdawać wcześniej maturę oznacza podwojenie pracy w szkole...to pozostawia mu mało czasu na bycie DJ-em w szkole, więc Donna pomaga mu...i okazuje się być wyśmienitą zmienniczką. Brandon odkrywa, że Frank Padilla jest odpowiedzialny za wypadek Andreii podczas wyścigu o pieniądze pomiędzy Steve’em a Joe Wardlowem; Frank zostaje aresztowany. Podwójna randka Kelly i Brendy okazuje się być totalną klapą...decyzja Dylana na temat Kelly i Brendy, prowadzi obie dziewczyny do zazdrości. |    |                                               |                    |                      |                      |                          |
| 68 | 18 | Midlife... Now What?                          | Robert Becker      | Lana Freistat Melman | 13 stycznia 1993     | 9 marca 1997             |
| Po przeczytaniu książki 'Średni wiek – i co dalej?', Cindy podejrzewa, że Jim ma romans i może mieć rację...Jim w fantazjach całuje Dottie – swoją sekretarkę; Jackie dowiaduje się, że Mel ma romans; Kelly, Brenda, Cindy, Jackie, Andrea i Donna odwiedzają Centrum Rekreacyjne...Tam Jackie dostaje propozycję wzięcia kokainy od Babette Lewis, ale ją odrzuca; Brandon zakłada się o mecz kosza ze Steve’em, który chce imprezować cały weekend; Dylan marzy o poślubieniu Brendy i ich pięciorgu dzieci, ale także marzy o poślubieniu Kelly i staniu się bogatym...Dowiaduje się także z wiadomości kanału 6, że jego ojciec został zwolniony z więzienia po 2 latach i 10 miesiącach. |    |                                               |                    |                      |                      |                          |
| 69 | 19 | Back in the High Life Again                   | Bill D’Elia        | Jessica Klein        | 27 stycznia 1993     | 16 marca 1997            |
| Jim zabrania Brendzie iść na przyjęcie do hotelu Belage, żeby uczcić zwolnienie Jacka McKeya; Na przyjęciu Dylan i Kelly idą popływać w basenie i całują się...Brandon ma coraz większe problemy z hazardem, Andrea postanawia ufarbować włosy na blond, a David martwi się o przeszłość ojca i Jackie po tym, jak Mel mówi, że ma problemy z monogamią, a Jackie chce rozwodu – w końcu Mel postanawia się wyprowadzić, co przygnębia Davida. Jack chce, aby Dylan zainwestował swoje pieniądze, ale Jim się nie zgadza. Brenda dowiaduje się o letniej miłości Dylana i Kelly i postanawia się do nich nie odzywać. Steve idzie na mecz Lakersów i siedzi obok Jacka Nicholsona. |    |                                               |                    |                      |                      |                          |
| 70 | 20 | Parental Guidance Recommended                 | Gwen Arner         | Darren Star          | 3 lutego 1993        | 23 marca 1997            |
| Iris McKey przyjeżdża do miasta i przyłapuje Dylana i Kelly jak się całują...Po tym jak Dylan zabiera ją do Ojai, ona mówi mu, że nie jest pewna jego funduszu...Jack, jednak, planuje ukraść pieniądze Dylanowi; Brandon wygrywa trochę pieniędzy, więc robi wypad na narty i kupuje sobie stereo do samochodu; Donna wstawia się za Davidem i idzie z nim do Icon Records, gdzie Curtis Bray mówi mu, żeby zwolnił swojego menedżera Steve’a...co robi; Andrea jedzie na herbatkę do Yale w San Marino i spotyka tam kolegę Brandona Jordana Bonnera z Shaw; Brenda jest przygnębiona z powodu Dylana i Kelly, ale Iris daje jej kryształowy naszyjnik i mówi, że wszystko będzie dobrze, co powoduje niewielką poprawę samopoczucia.                                                                                       |    |                                               |                    |                      |                      |                          |
| 71 | 21 | Dead End                                      | Jeffrey Melman     | Star Frohman         | 10 lutego 1993       | 6 kwietnia 1997          |
| Jim ustala fundusz Dylana na $10'000'000, które Jack bardzo chce – jego życie nabiera rozpędu i zaręcza się z Christine; Steve wybacza Davidowi, że go zwolnił...W Icon Records, Serge Menkin namawia Davida do nagrania kilku kawałków; Jackie postanawia sprzedać dom, ale Kelly jest przez to strasznie przygnębiona i w końcu przekonuje mamę do nie sprzedawania; Andrea i Jordan idą na Hoffę podczas ich randki; Brenda, Cindy i Donna biorą kurs samoobrony, kiedy dowiadują się, że w okolicy był napad; Brandon przegrywa 500 dolarów co denerwuje Duke’a; Po spędzeniu czasu z Dylanem i Christine na swoim nowym jachcie, Jack zostaje zabity przez podłożenie bomby w samochodzie na oczach Dylana. |    |                                               |                    |                      |                      |                          |
| 72 | 22 | The Child Is Father to the Man                | James Whitmore Jr. | Charles Rosin        | 17 lutego 1993       | 13 kwietnia 1997         |
| Dylan zgadza się na propozycję Brendy, aby zamieszkał u Walshów, co powoduje zazdrość Kelly...; Andrea i paczka idą rano na pogrzeb Jacka, który zginął w Venice; Podczas stypy u Walshów Dylan boryka się z problemem picia, ale w końcu udaje mu się powstrzymać; Steve odmawia Davidowi pomocy przy nagrywaniu...Donna złości się na Davida, kiedy on woli nagrywać niż spotkać się z Dylanem, więc on przekłada dzień nagrania; Brandon przegrywa kolejne zakłady; Dylan bierze samochód Brandona i jedzie na spotkanie z agentką FBI Christine...tam dowiaduje się, że Jack wyszedł wcześniej, aby pomóc w ujęciu groźnych bandytów. |    |                                               |                    |                      |                      |                          |
| 73 | 23 | Duke's Bad Boy                                | Robert Becker      | Jessica Klein        | 3 marca 1993         | 20 kwietnia 1997         |
| Brandon jest winny Duke’owi i Tony’emu $1500, więc postanawia sprzedać swoje karty z koszykarzami...jednakże wygrywa $1500 na meczu Celtics u Jeffa Stellara, który na razie nie ma pieniędzy, aby mu wypłacić, więc Brandon zaczyna go straszyć; Donna bierze Steve’a do pomocy przy nagrywaniu 'Precious' Davida, ale on zostaje wylany przez Icon i znowu zatrudnia Steve’a; Po przyjęciu u Brendy, Kelly chce być z Dylanem, ale jest odrzucona, więc zaczyna brać pigułki odchudzające; Andrea chce mieć wywiad z Dylanem do Blaze, ale on sam napisał historię o swoim ojcu Jacku i teraz chodzi na dodatkowe zajęcia z angielskiego. |    |                                               |                    |                      |                      |                          |
| 74 | 24 | Perfectly Perfect                             | Bethany Rooney     | Gillian Horvath      | 24 marca 1993        | 27 kwietnia 1997         |
| Możliwa sprzedaż domu wprawia Kelly w furię...Jest niegrzeczna dla przyszłych nabywców i mówi, że rzuci szkołę; Donna, David i Brenda szykują niespodziankowe przyjęcie na 18 urodziny Kelly w Peach Pit – Steve to przegapia, Tony Miller decyduje się napisać artykuł o ojcu Dylana, spędzając czas z nim i z Brendą...Na przyjęcie, Andrea przyjeżdża z Jordanem Bonnerem, a Kelly z Dylanem...wkrótce po rozpoczęciu imprezy, Kelly traci przytomność w łazience po zażyciu tabletek odchudzających i trafia do szpitala; Brandon i Steve biorą udział w programie telewizyjnym 'Miłość od Pierwszego spojrzenia' – Steve wygrywa i zabiera na randkę Celeste Lundy, do hotelu Oasis w Santa Monica. |    |                                               |                    |                      |                      |                          |
| 75 | 25 | Senior Poll                                   | Christopher Hibler | Darren Star          | 7 kwietnia 1993      | 4 maja 1997              |
| Jest dzień przyznawania nagród dla najstarszych uczniów...Kelly wygrywa jako najpiękniejsza, Donna jako najlepiej ubrana, najbardziej przyjacielska, z najlepszym śmiechem i jako najbardziej naiwna, Brandon i Andrea wygrywają jako ci, którzy odnieśli największe sukcesy, David jako najbardziej utalentowany, a Tony Miller jako najlepszy sportowiec; Kelly jest zła na Dylana, że pierwszą część artykułu o ojcu pokazuje najpierw Andrei; Brenda ubiega się o miejsce na uniwersytecie w Minnesocie; Brandon i Steve idą w piątkowy wieczór do Forum na mecz Lakersów...Steve siedzi na miejscu, które wygrywa rzut za $10'000 i przeznacza te pieniądze dla dzieci z Alvarado, gdzie pracuje Andrea. |    |                                               |                    |                      |                      |                          |
| 76 | 26 | She Came in Through the Bathroom Window       | Jason Priestley    | Ken Stringer         | 21 kwietnia 1993     | 11 maja 1997             |
| Ginger, przewodnicząca Fan klubu Burta Reynoldsa przyjeżdża do Peach Pit i jest witana przez Steve’a i Brandona. Dowiadują się oni, że została okradziona przez swojego szefa Parnella i nie ma pieniędzy... co popycha ją do kradzieży samochodu Brandona; Steve i Dylan łapią ją i samochodem Brandona jadą szukać Burta Reynoldsa...podczas wycieczki biorą udział w reklamie pasty do zębów, a później zostają aresztowani co powoduje zarekwirowanie kradzionego samochodu...Dziewczyny idą do Amusment Park; Andrea boi się kolejki górskiej. Kelly kradną portfel, a Donna jest napadnięta, ale napastnik zostaje złapany. |    |                                               |                    |                      |                      |                          |
| 77 | 27 | A Night to Remember                           | Richard Lang       | Jessica Klein        | 28 kwietnia 1993     | 18 maja 1997             |
| Zbliża się bal na zakończenie roku szkolnego. Brandon i Brenda nie wybierają się na imprezę, gdyż nie mają partnerów. Niespodziewanie Brendę zaprasza szkolny gwiazdor drużyny futbolowej, Tony Miller. Także Andrea zostaje bez chłopaka. Z powodu problemów rodzinnych David i Kelly również nie są w nastrojach do zabawy. Z kolei Donna nie może uwierzyć w swoje szczęście, gdy rodzice pozwalają jej spędzić noc poza domem. Przed wyjściem na bal wszyscy w odświętnych kreacjach spotykają się u Mela, który częstuje ich szampanem. |    |                                               |                    |                      |                      |                          |
| 78 | 28 | Something in the Air                          | James Whitmore Jr. | Jessica Klein        | 12 maja 1993         | 25 maja 1997             |
| Z powodu alkoholowego incydentu podczas balu Donna zostaje zawieszona i za karę nie otrzyma dyplomu absolwentki szkoły, dopóki nie zaliczy dodatkowych letnich kursów. Dziewczyna jest załamana, gdyż chciałaby ten szczególny dzień przeżyć razem z przyjaciółmi. Dodatkowym upokorzeniem staje się dla niej zachowanie rodziców, którzy wkrótce zostają wezwani do szkoły. Sytuacja wydaje się beznadziejna i nawet David nie może jej pomóc. Natomiast Brandon jest wstrząśnięty apatią panującą wśród uczniów i podrywa wszystkich do protestu w jej obronie. |    |                                               |                    |                      |                      |                          |
| 79 | 29 | Commencement: Part 1 (Część 1)                | Daniel Attias      | Charles Rosin        | 19 maja 1993         | 1 czerwca 1997           |
| Nauka w Liceum kończy się, więc gang West Beverly ostatecznie podejmuje decyzję o przyszłości, wspominając 3 lata przeżyte wspólnie. Brandon jest smutny, kiedy dowiaduje się, że Brenda wyjeżdża do Uniwersytetu w Minnesocie. Andrea martwi się, że będzie musiała odrzucić Yale. Tymczasem pani Teasley dowiaduje się o anonimowej wpłacie Steve’a. |    |                                               |                    |                      |                      |                          |
| 80 | 30 | Commencement: Part 2 (Część 2)                | Daniel Attias      | Charles Rosin        | 19 maja 1993         | 8 czerwca 1997           |
| Gang West Beverly przypomina sobie wszystkie lata przeżyte w liceum. Są podekscytowani przyszłością. Razem spędzają wieczór w Hollywood Hills, gdzie zrobili sobie camping pod gwiazdami i na zawsze upamiętniają rocznik 1993. |    |                                               |                    |                      |                      |                          |